# Flor Meléndez
Pour les articles homonymes, voir Meléndez.
Flor Meléndez, né le 12 janvier 1947, à Cidra, à Porto Rico, est un joueur et entraîneur de basket-ball portoricain. 

## Palmarès
- Champion des Amériques 1980
- Vainqueur des Jeux panaméricains de 2011
- Coupe intercontinentale 1983